# Bitwa pod Chochiwon

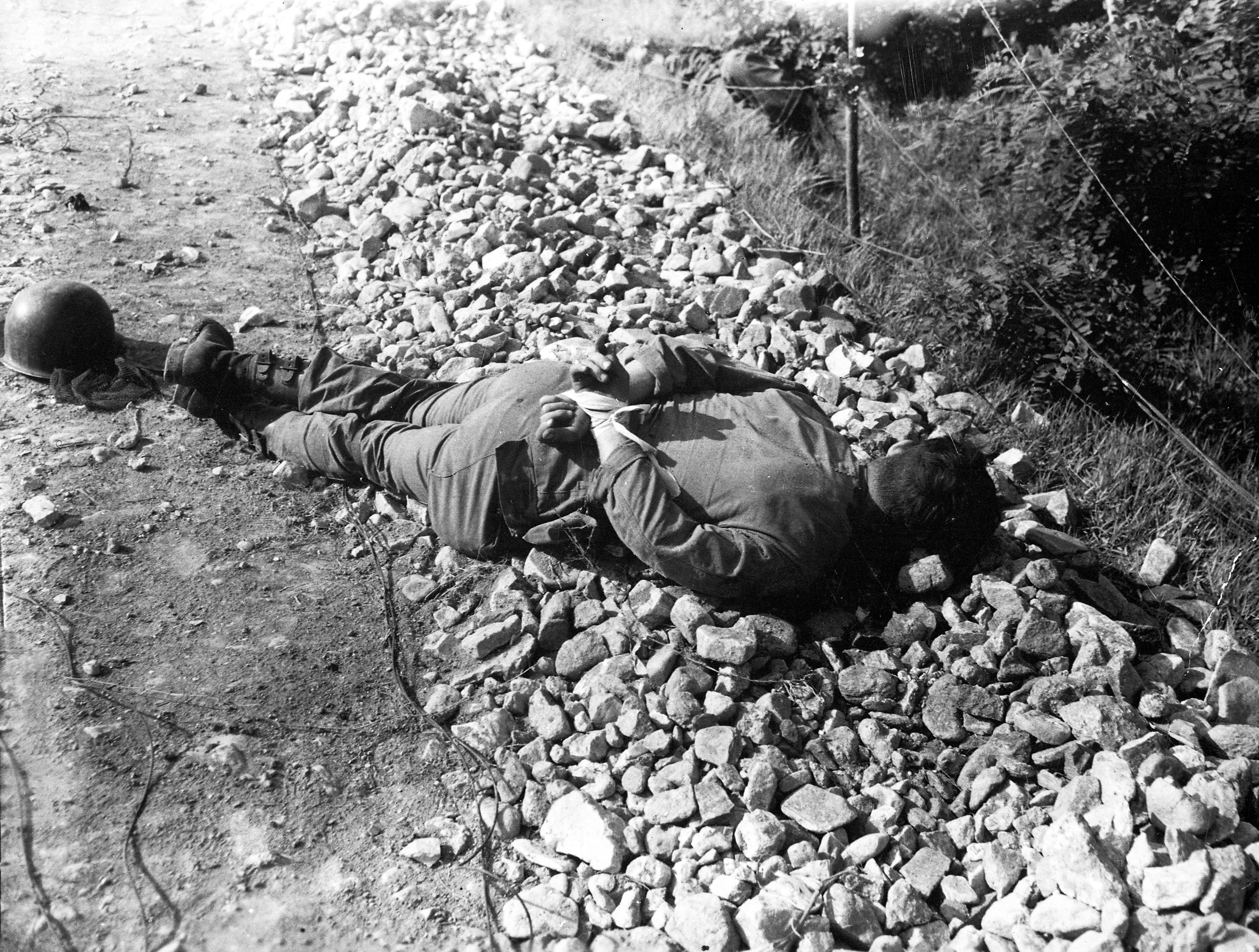
Jeden z amerykańskich jeńców zastrzelonych przez komunistów podczas bitwy

Bitwa pod Chochiwon – starcie zbrojne podczas wojny koreańskiej, w dniach 10–12 lipca 1950. Intensywne trzydniowe walki zakończyły się zwycięstwem Koreańczyków z Północy.

## Kontekst
21 Pułk Piechoty US Army z 24 Dywizji Piechoty został przydzielony do walki z dwiema dywizjami Koreańskiej Armii Ludowej wobec koreańskich sukcesów pod Osan i P'yŏngt'aek. Pułk rozlokował się wzdłuż dróg i linii kolejowych pomiędzy wioskami Chŏnŭi i Chochiwŏn.

## Bitwa
Z pomocą nalotów powietrznych Amerykanie chcieli zadać znaczne szkody koreańskim oddziałom i ich pojazdom, ale zostali przytłoczeni przez piechotę północnokoreańską. Oddziały amerykańskie walczyły przez trzy dni i poniosły ogromne straty w personelu i sprzęcie. W tym czasie reszta 24 Dywizji Piechoty ustawiła się na pozycjach wzdłuż rzeki Kŭm (금강) w pobliżu miasta Daejeon.